# キール (ドイツ)
座標: 北緯54度19分31秒 東経10度8分26秒 / 北緯54.32528度 東経10.14056度
キール（ドイツ語: Kiel, ドイツ語発音: [ˈkiːl] ( 音声ファイル)）は、バルト海に面したドイツ北部の都市。シュレスヴィヒ＝ホルシュタイン州の州都で最大の都市である。人口は約24万人。
キールは、ハンブルクのおよそ90キロメートル (56 mi)北、フレンスブルクの70キロメートル (43 mi)南東、リューベックの60キロメートル (37 mi)北西に位置する。ドイツ北部の、ユトランド半島の南東、バルト海の南西という地理的条件により、キールはドイツ海事の中心地の1つとなった。また、国際セーリングイベントでも知られ、世界最大のセーリングイベントのキール・ウィークも開催される。ベルリンオリンピックやミュンヘンオリンピックでは、セーリング競技がキールで開催された。

## 地勢
キール湾は地形的にはフィヨルドであり、水深が深く港の立地に適している。しかし、北海に出るためにはユトランド半島を大きく迂回しなければならなかった。この不便を解消するため、1895年にキール湾と北海を直通するキール運河が掘削された。キール運河は、国際航路で、ヨーロッパの重要輸送ルートである。

## 歴史
1233年から1242年の間にシャウエンブルク家のアドルフ4世により建設される。キール周辺のみがザクセン領であり、西と北はデンマーク領で、東にはスラブ系民族が住んでいた。町の中心に位置する修道院とニコライ教会はこの頃の設立。1283年にハンザ同盟に加入するもフレンスブルクとリューベックとに挟まれ商業都市として発展することはなかった。1329年に町の城壁が建設されてから16世紀末まで町は現在の旧市街のあたりに限定される。
1460年にデンマークによって併合され、1544年にデンマーク王家の分家ホルシュタイン＝ゴットルプ家のホルシュタイン＝ゴットルプ公領の首都となる。1665年にクリスチャン・アルブレヒトによりキール大学が設立される。ホルシュタイン＝ゴットルプ家からは1751年にスウェーデン王家、1762年にロシア帝国の皇帝ピョートル3世が出ている。1773年よりデンマーク王がホルシュタイン＝ゴットルプ公を兼ねた。第二次シュレースヴィヒ＝ホルシュタイン戦争と普墺戦争を経て、1866年にプロイセン王国へと併合された。
1918年、第一次世界大戦の末期に、この地の軍港で起こった水兵の反乱が各地に広がり、ドイツ革命へと至る。
第二次世界大戦では市街の80%以上が破壊された。戦後、修復作業が進められたが、取り壊されて現代的な街並みに変わってしまった地区もあり、かつての風情は取り戻していない。

## 観光

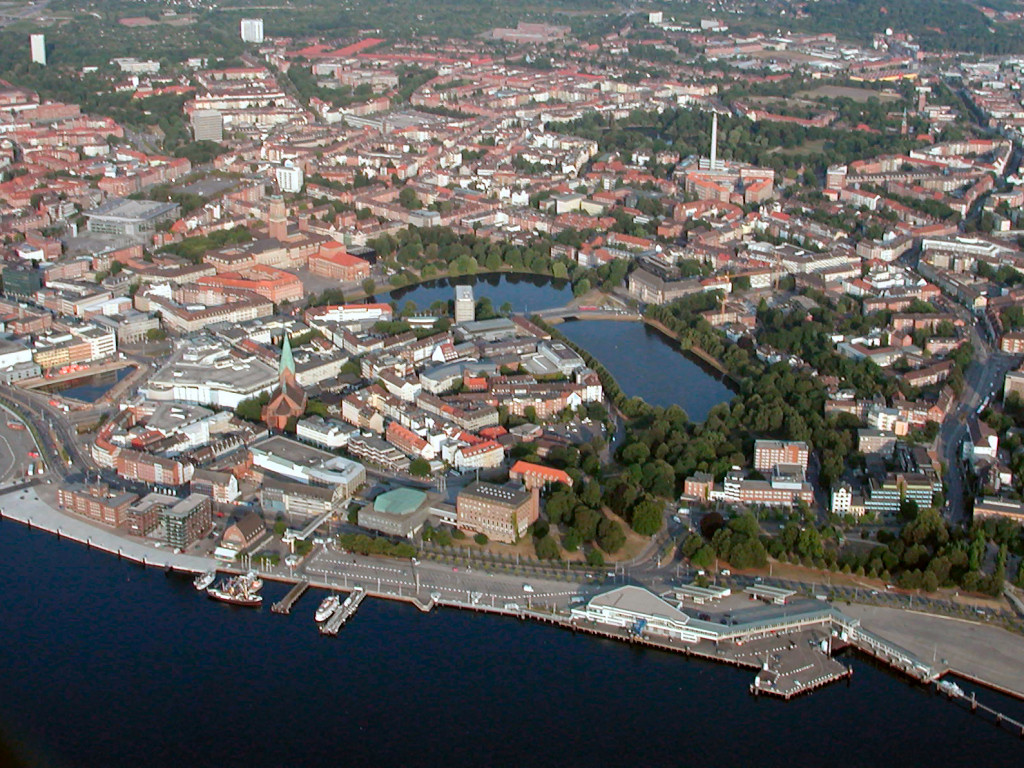
旧市街の俯瞰

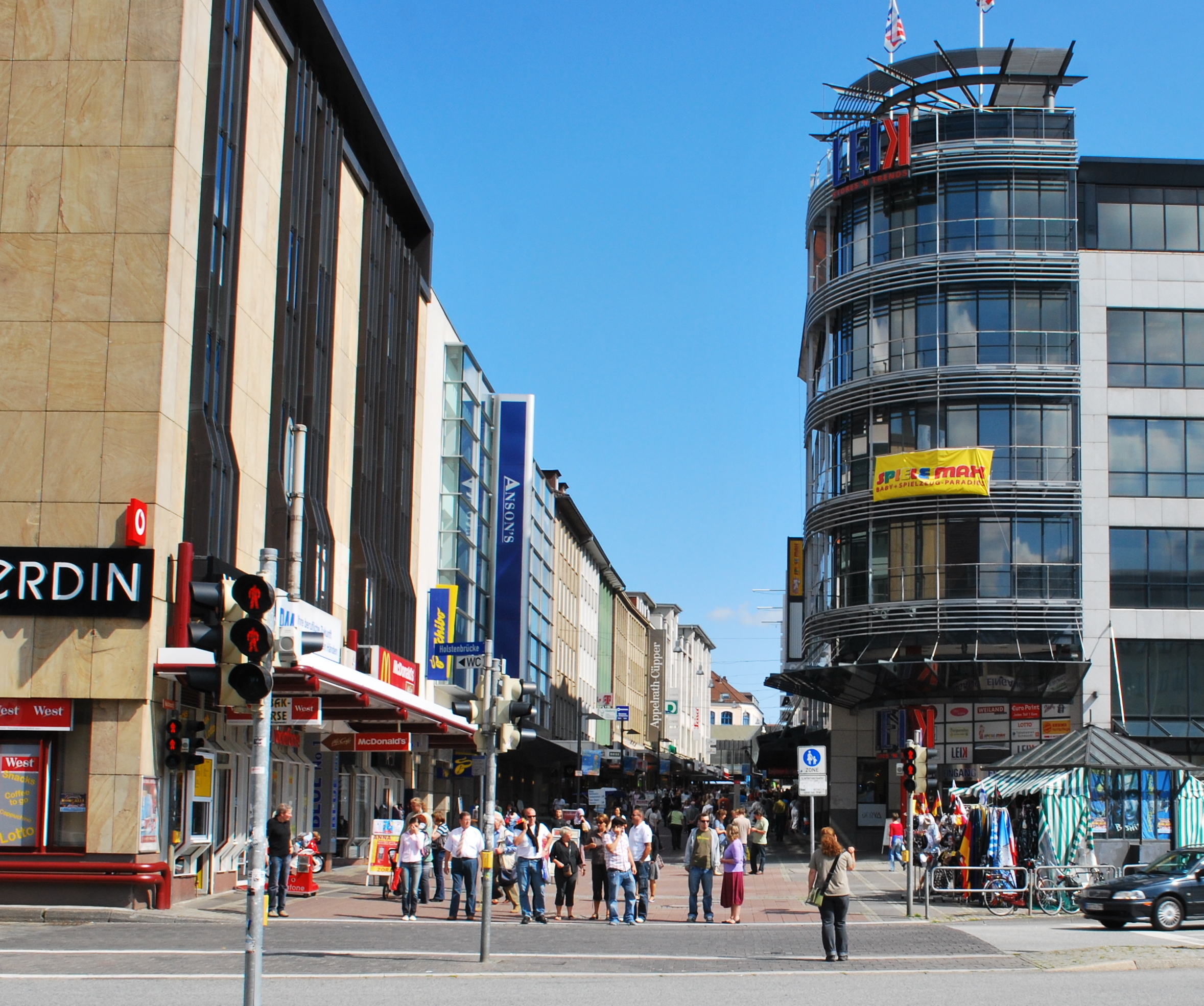
ホルステン通りは、ドイツで最も長い商店街の1つ

市内で最も古い建築物は、13世紀の聖ニコラス (Nikolaikirche) 教会であり、前にはGeistkämpferと呼ばれるエルンスト・バルラハによる彫刻がある。
キールは、シュレスヴィヒ＝ホルシュタイン州の商業の中心地であり、旧市街は主要な観光地となっている。キールのホルステン通り(Holstenstraße) は、ドイツで最も長い商店街である。町役場 (Rathaus) は、1911年に建造され、パーテルノステルやタワーのデザインは、ヴェネツィアの基礎の1つとなった。町役場の前の広場には、湖とオペラハウスが隣接する。町の中心には、湖や公園が数多くあり、例としてSchreven公園 (Schrevenpark) がある。旧植物園と新植物園の2つの植物園が存在する。
キールは、海に近く、北にはシュトランデ、キール＝シルクセ、Möltenort、ラーボエといったビーチがあり、春と夏には人気の場所となる。
キール・ウィーク (Kiel Regatta) は、世界最大のセーリングイベントであり、毎年6月最終週に行われる。すべての種類、時代の何千ものボートがパレードに参加する。キール・ウィークは、海事イベント、フォルクスフェスト、フェアでもある。
キールには、多くのスポーツ会場があり、最も著名なのは、世界で最も成功したハンドボールクラブの1つであり、多数のドイツチャンピオンを獲得したTHWキールが本拠とするスパルカッセン・アリーナ（以前はバルト海ホール (Baltic Sea Hall) やオストゼーホール (Ostseehalle) として知られていた）である。キールには、現在ブンデスリーガサッカー2部所属クラブの、ホルシュタイン・キールが、ホルシュタイン・スタディオンをホームスタジアムとしていて、2023-2024シーズンは日本代表町野修斗選手を獲得してブンデスリーガ2部2位以上を確定しており、2024-2025シーズンよりクラブ史上初のブンデスリーガ1部昇格を決めている。絵のような風景に、多くのヨット、セーリングクラブがある。
さらに、キールには多くの博物館があり、動物学、地質学、歴史、美術、産業及び軍事博物館が含まれる。有名なのは、市海事博物館 (Stadt- und Schifffahrtsmuseum Warleberger Hof) であり、海浜博物館（museen am meer）協会に属している。絵画のある漆喰の天井のある16世紀からの建築、歴史的な部屋の保存に加え、19、20世紀の都市・文化的展示品を展示する。特に興味深い展示は、キールのカーニバルの歴史についてである。ラーボエには、第二次世界大戦の潜水艦、U995のある人気の観光地、ラーボエ海軍記念碑がある。

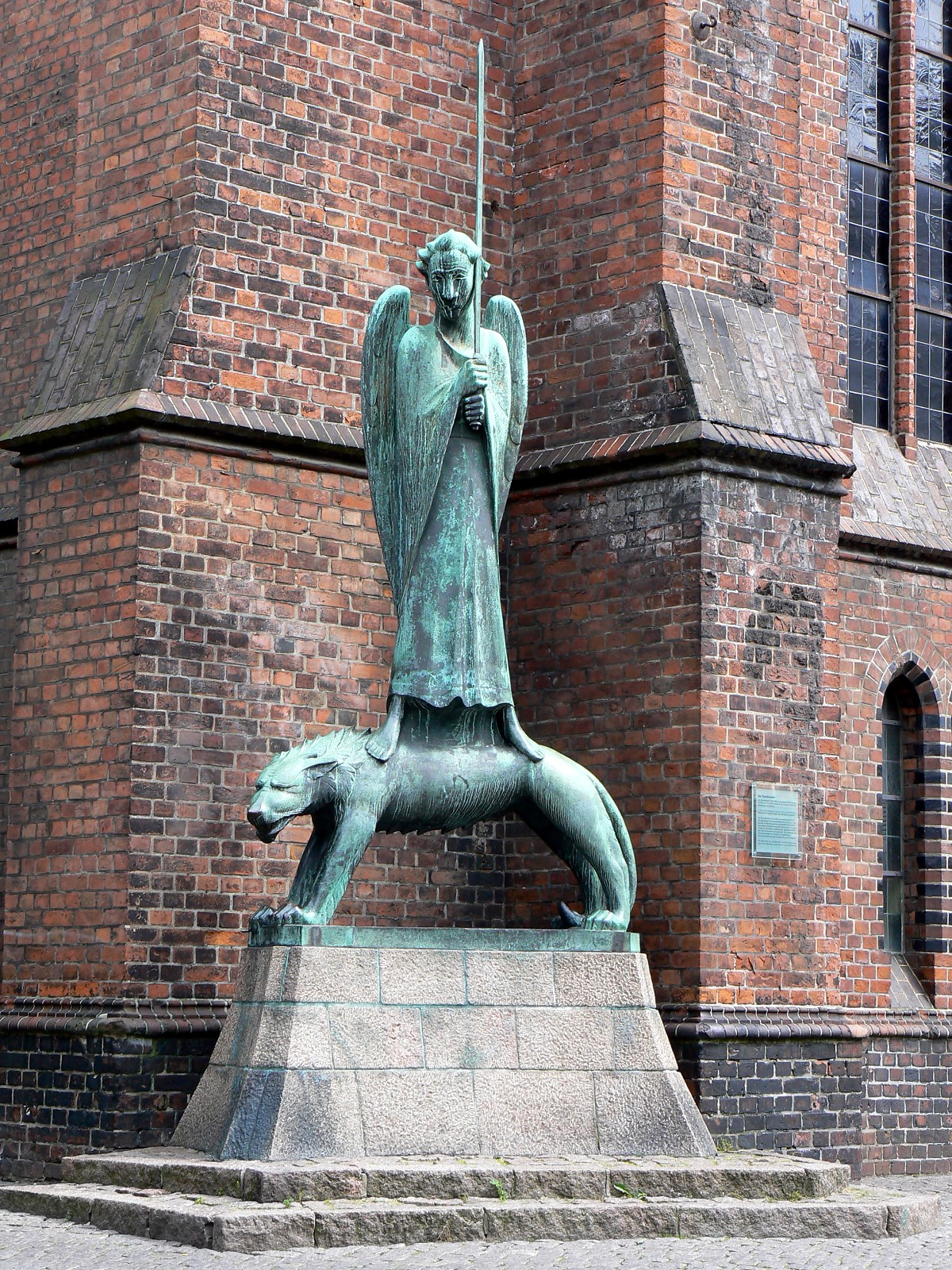
ニコライ教会前の精神の戦士（Geistkämpfer）像。エルンスト・バルラハによる
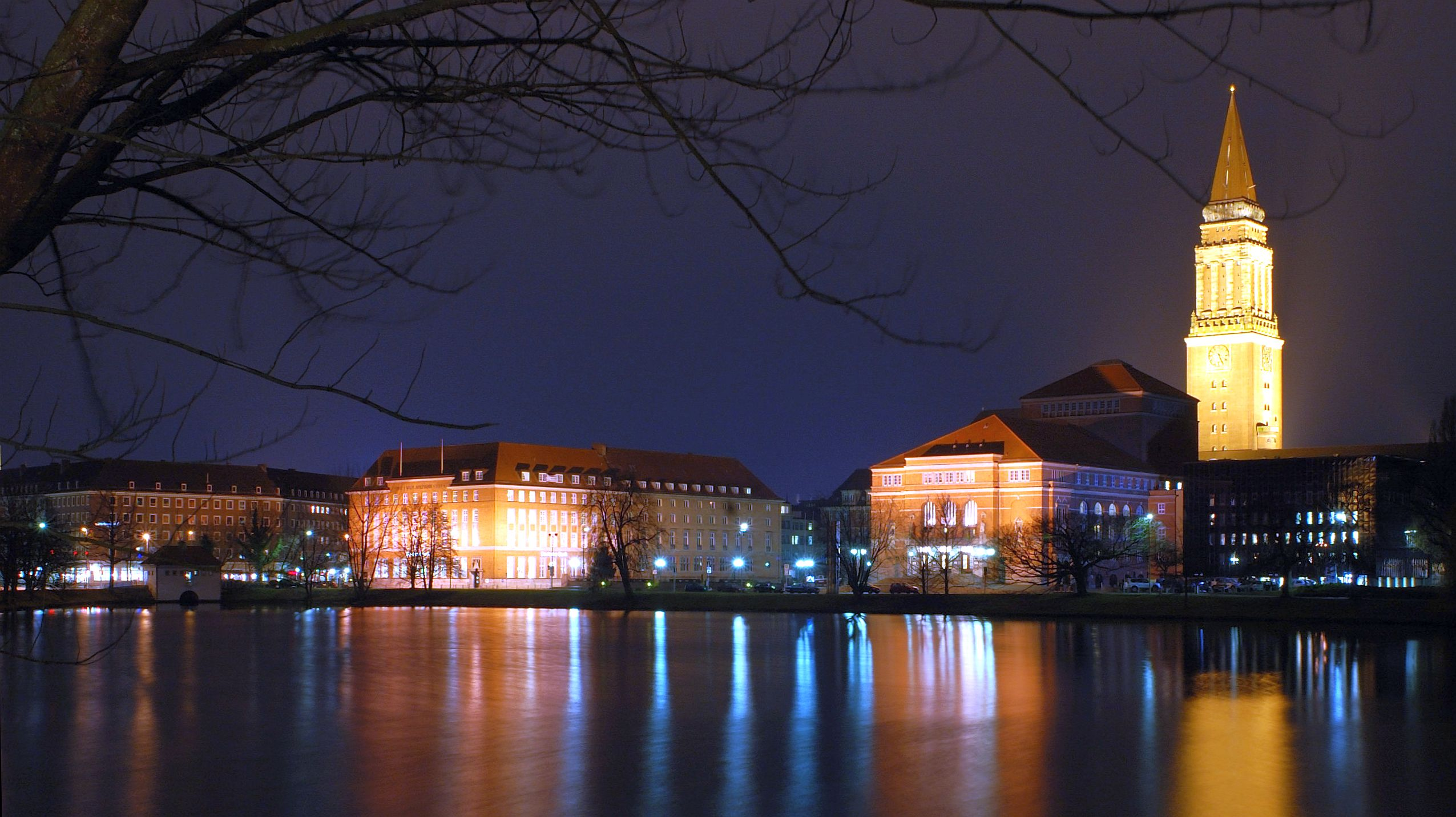
キール・オペラハウス（英語版） (Opernhaus Kiel) と市庁舎 (Kieler Rathaus)
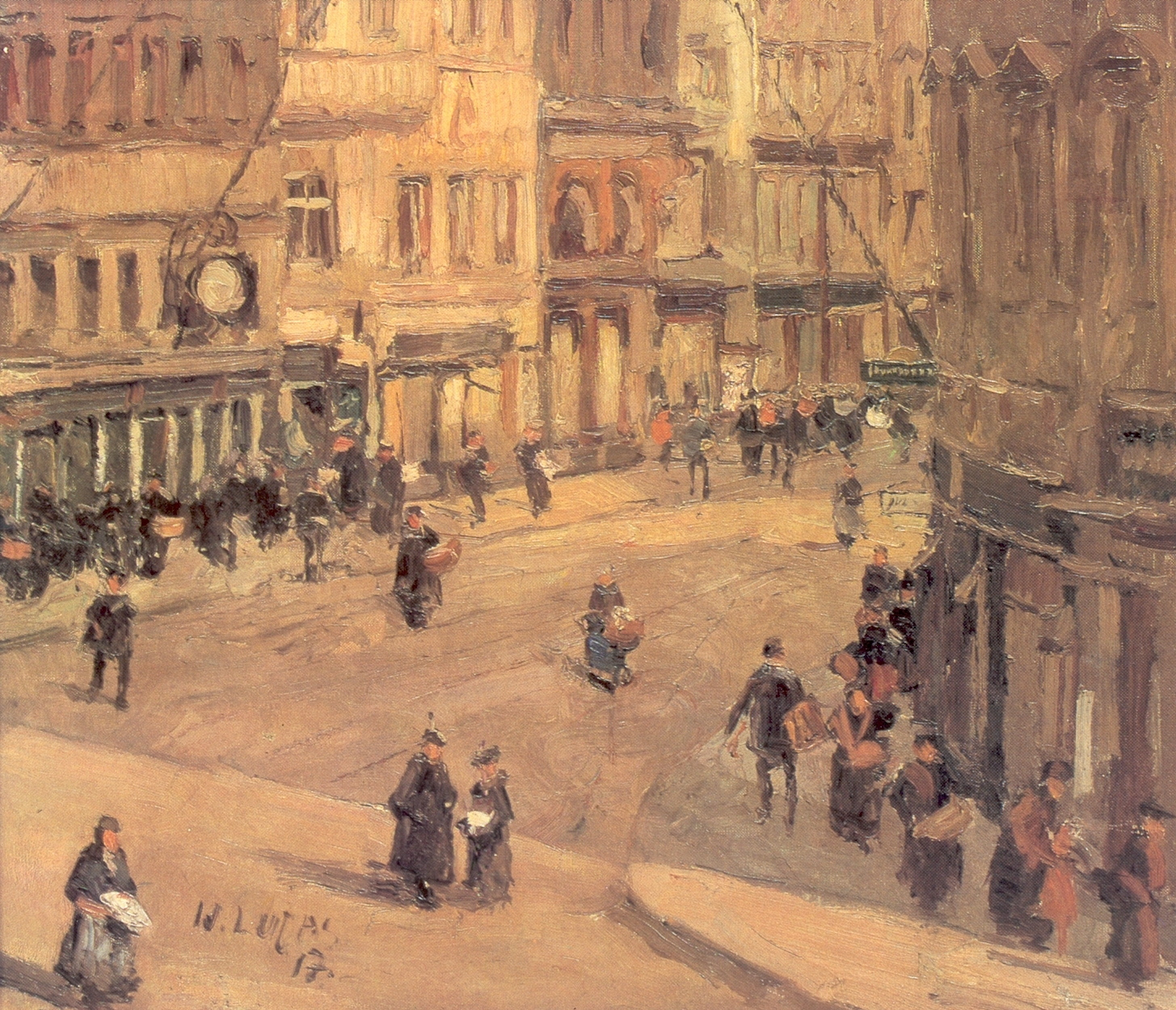
ホルステン通りを描いた絵画 (1917年、ウィリー・ルーカス)
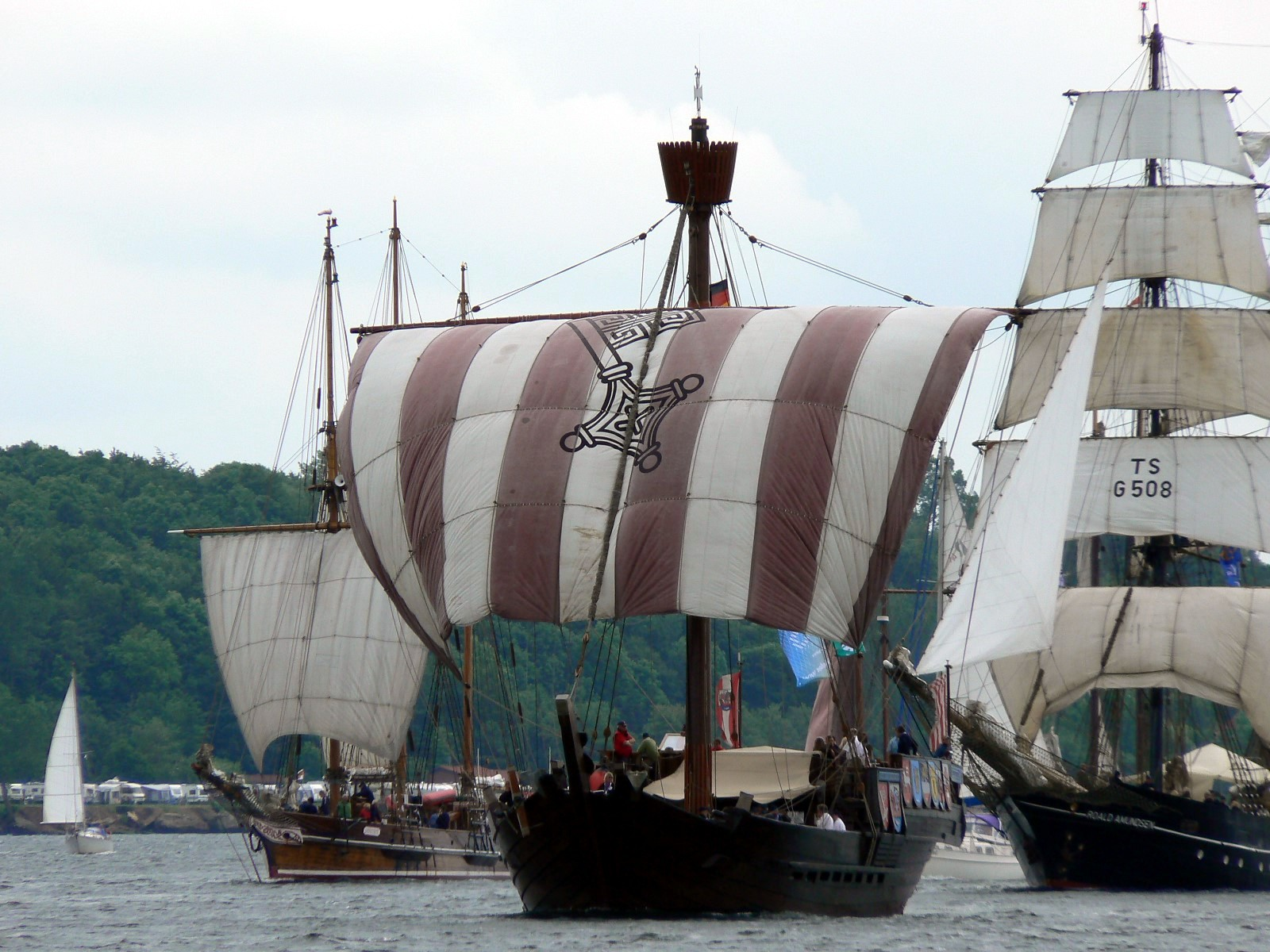
キール・ウィークの帆船
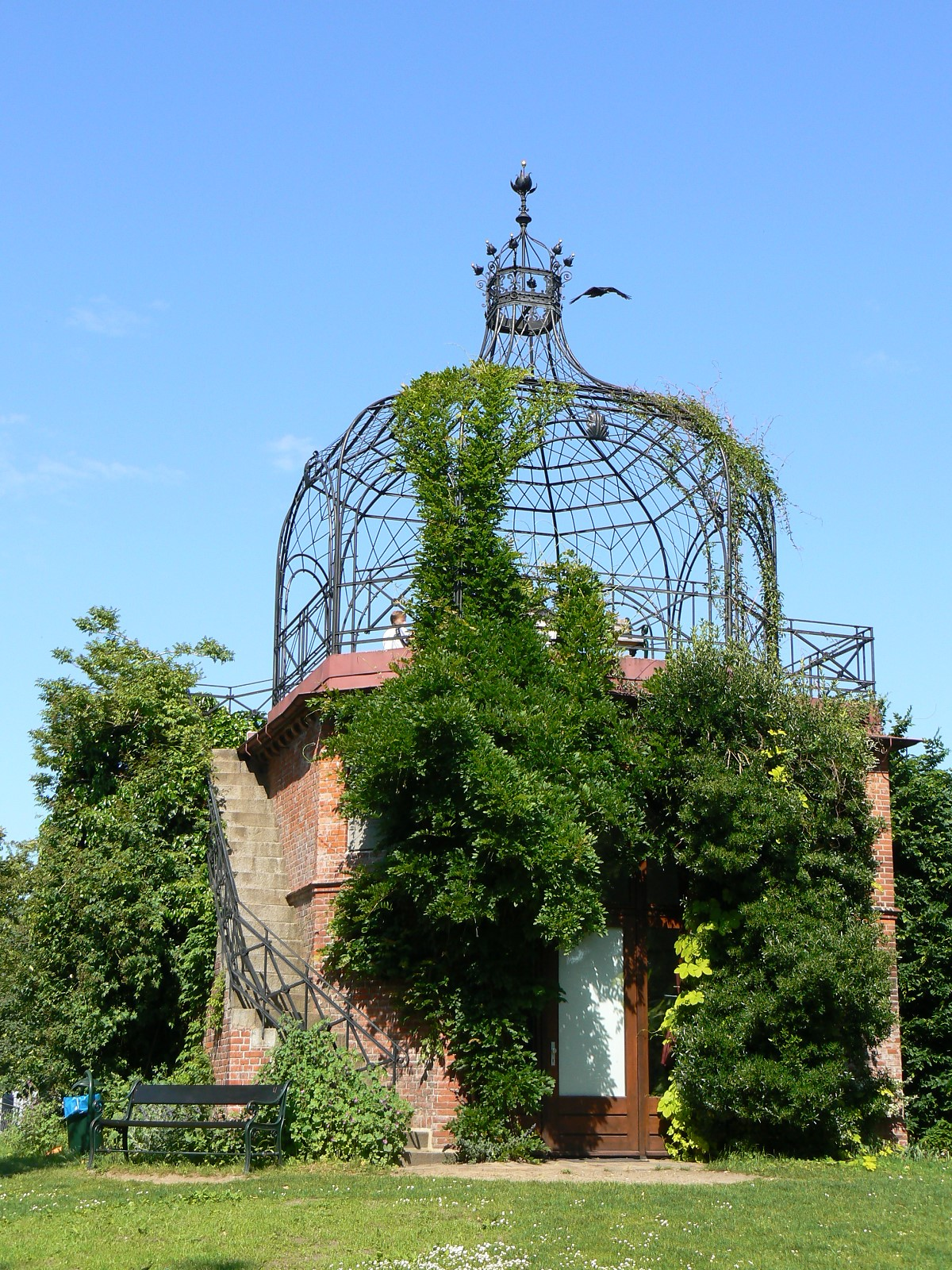
キール旧植物園
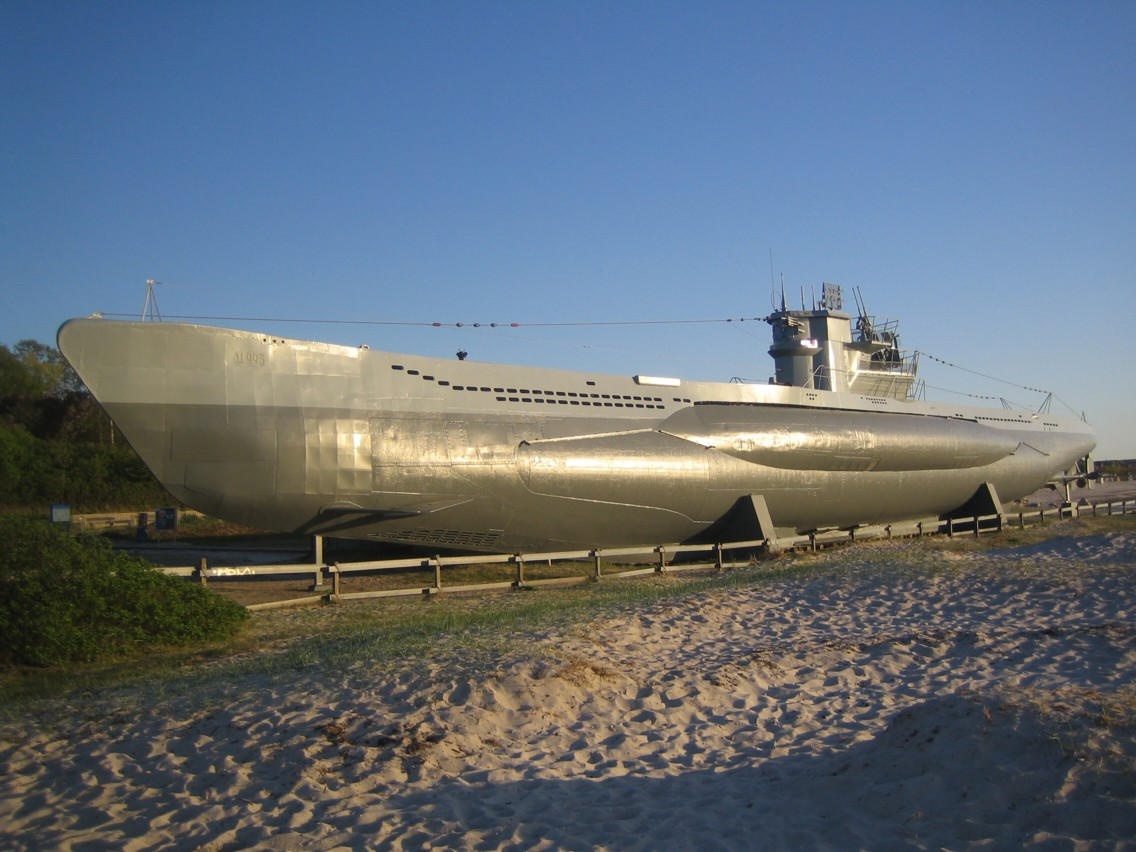
ラーボエのU995
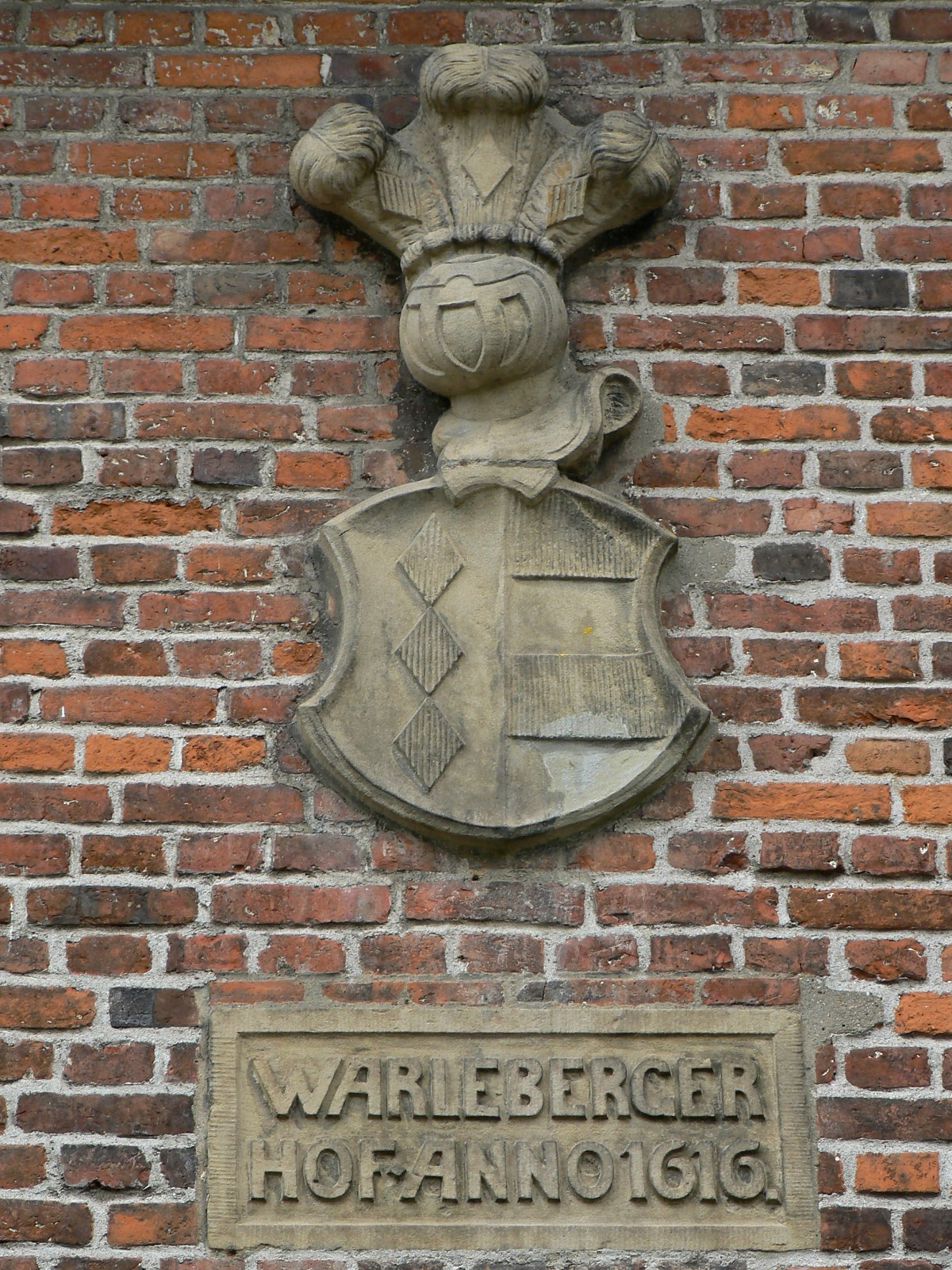
市海事博物館 (Warleberger Hof)
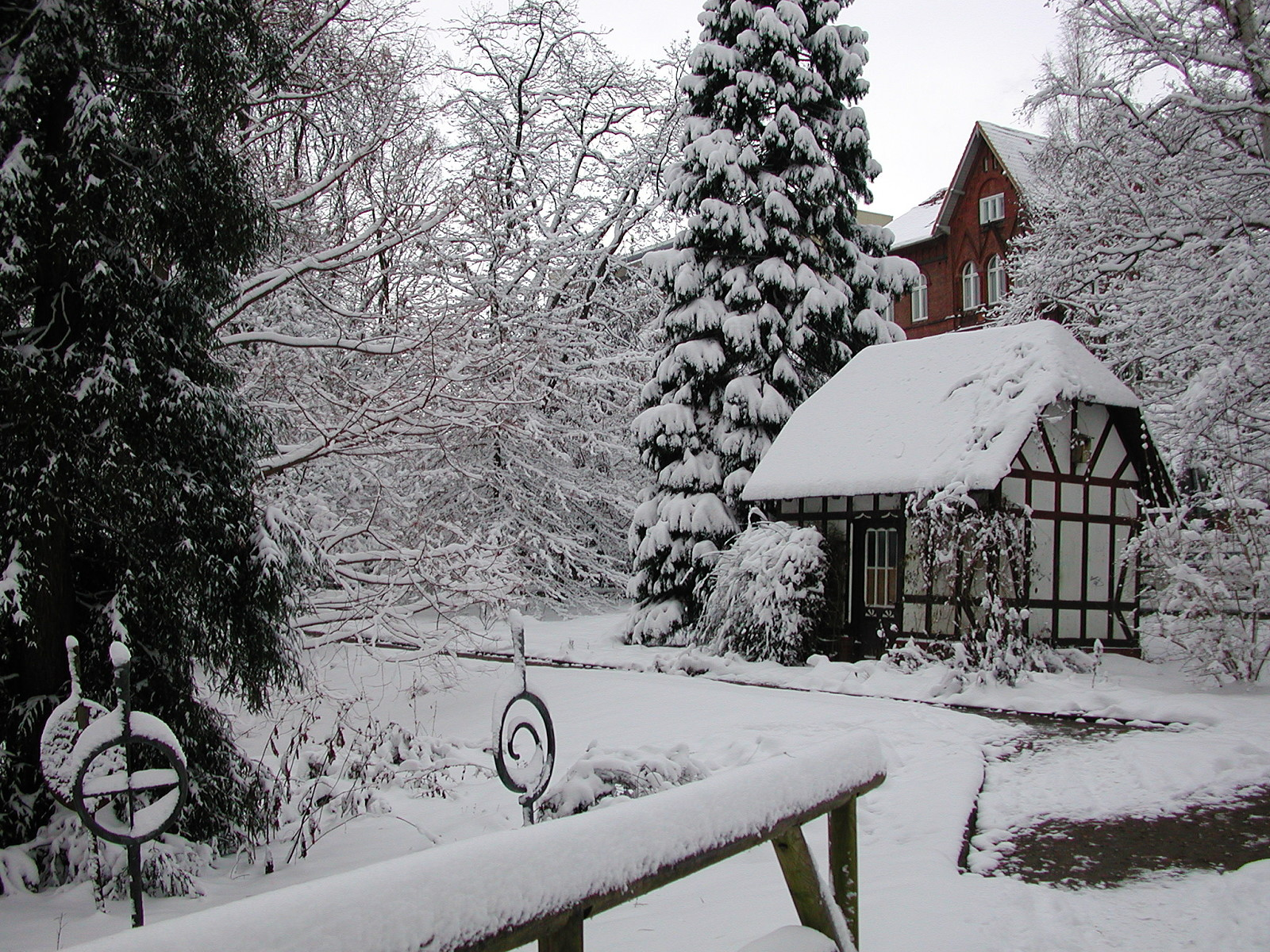
冬の植物園
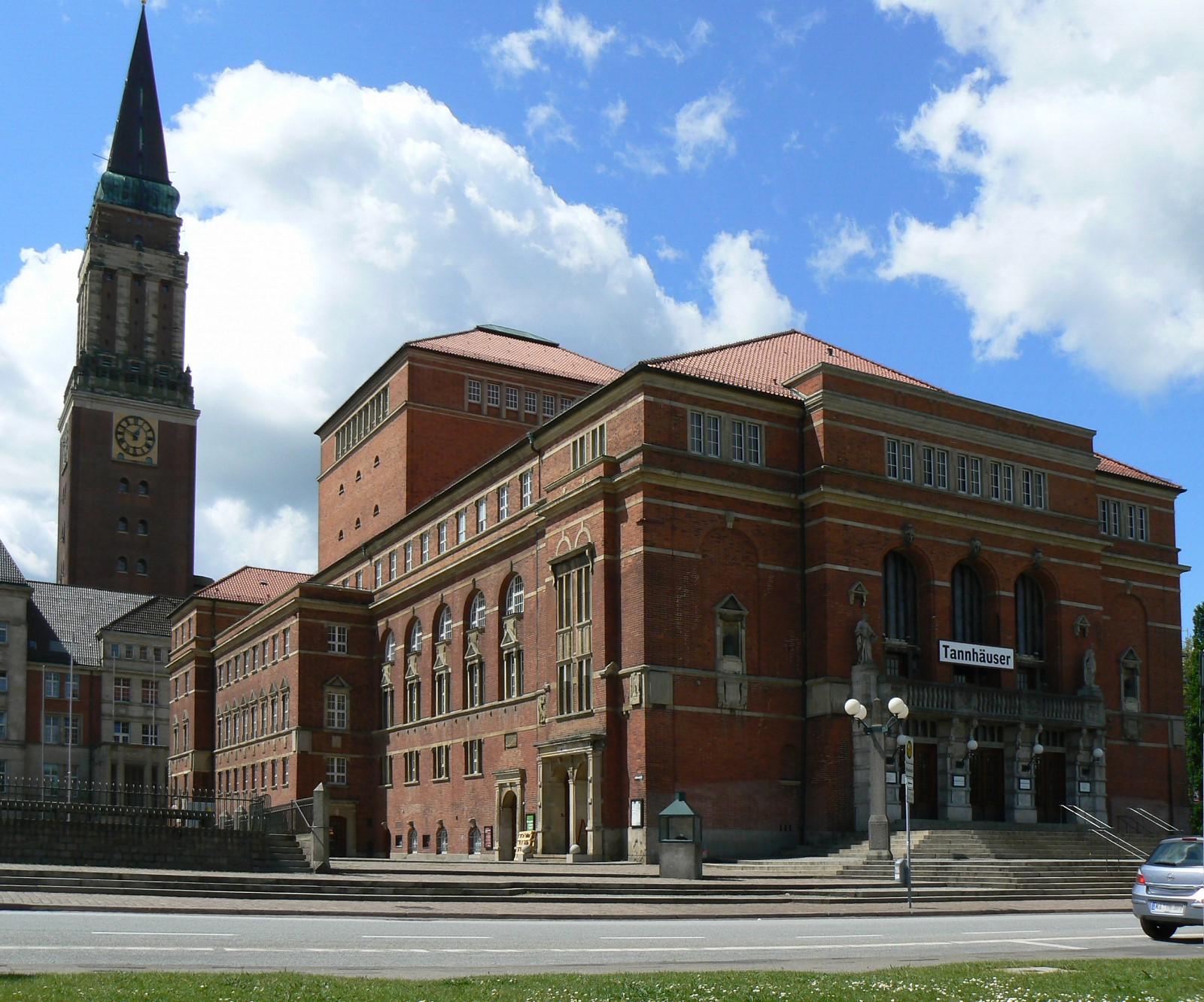
オペラハウス

## 経済

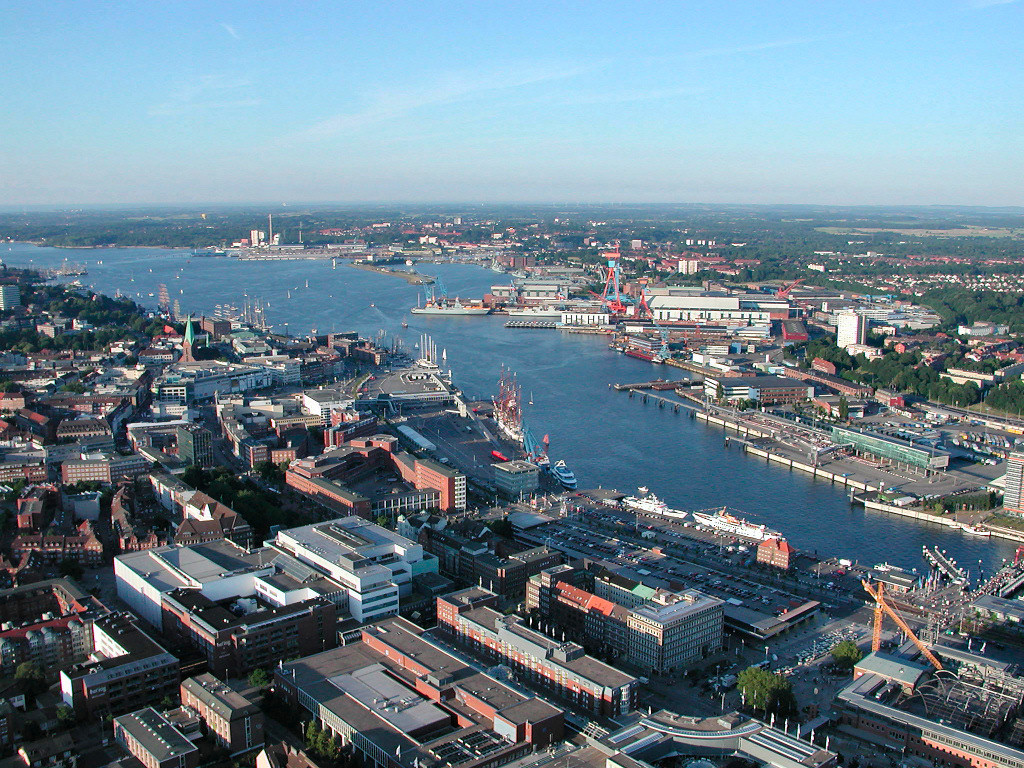
キール港

キールの経済は、サービス業、交通、海事産業が主である。また、ドイツ海軍の主要港の1つであり、軍事、造船においてドイツの最先端にあり、中心となっている。キールには、1838年に設立された造船所で、潜水艦の構築で知られるホヴァルツヴェルケ＝ドイツ造船が置かれる。HDWは、最初のドイツ潜水艦、ブラントタオハーを1850年に建造し、今日では、ドイツの造船所主要グループである、ティッセンクルップ・マリン・システムズの子会社になっている。
2005年時点で、1人当たりのGDPは€35,618であり、ドイツ平均を大幅に上回っており、ヨーロッパ連合平均の159%である。
| 2005 ユーロスタット                | 1人当たりのGDP |
| ---------------------------------- | -------------- |
| キール                             | €35,618        |
| シュレースヴィヒ＝ホルシュタイン州 | €24,250        |
| ドイツ                             | €27,219        |
| EU27                               | €22,400        |

## 交通
キール中央駅は、ハンブルク、リューベック、フレンスブルク及びフースム方面の列車が発着する。さらに、ICE (Intercity-Express)の乗り入れもあり、ベルリン、フランクフルト、ケルン、ミュンヘンを結んでいる。
キール港は、ドイツからスカンジナビア、バルト三国、ロシアへ向かう旅客船、貨物船の重要な港である。旅客フェリーは、スウェーデンのヨーテボリ（ステナライン、毎日、所要13.5時間）、ノルウェーのオスロ（カラーライン、毎日、所要19.5時間）、リトアニアのクライペダ（DFDSリスコ、毎週6便、所要21時間）へ運行されている。また、貨物フェリーは、ロシアのサンクトペテルブルク（DFDSリスコ、毎週2便）、カリーニングラード（NSA、毎週1便）へ運行されている。
最も近い国際空港は、ハンブルク空港で、キールのおよそ90キロメートル (56 mi)南に位置する。ハンブルクとキール中央駅の間では、シャトルバス（KIELIUS）が運行されている。
A7は、主要なヨーロッパ高速道路で、北ヨーロッパ、中央ヨーロッパと南ヨーロッパを結んでいる。

## 出身人物

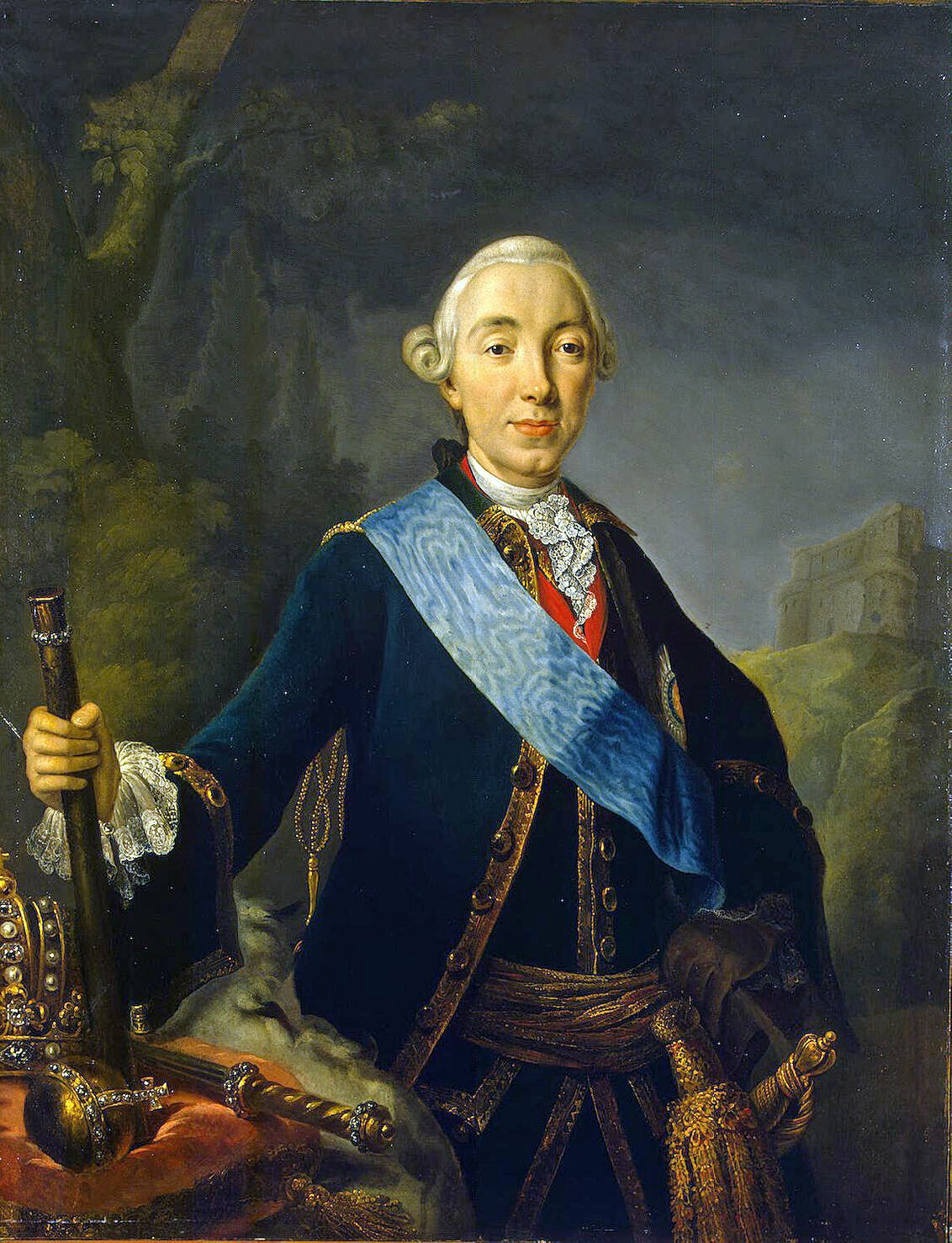
ピョートル3世 (1728–1762)

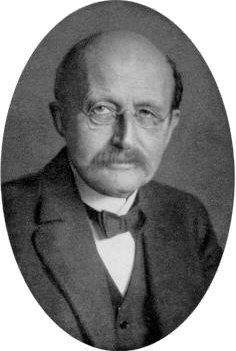
マックス・プランク (1858–1947)、物理学者

- トマ・アブツ（英語版） (1964-) - 画家
- カール・フリードリヒ・フォン・ヴァイツゼッカー (1912–2007) - 哲学者、物理学者
- ブリッタ・カールソン（英語版） (1978-) - 女子サッカー選手
- クリスティーナ (1573-1625) - スウェーデン王妃
- オットー・クレッチマー (1912-1998) - Uボート指揮官
- アンドレアス・ケプケ (1962-) - サッカー選手
- オズヴァルト・コーレ（英語版） (1928–2010) - 性教育者
- フランシスコ・コパド（英語版） (1974-) - チェス選手
- カール・ツックマイヤー (1896–1977) - 劇作家
- ピョートル3世 (1728–1762) - ロシア皇帝
- エルンスト・ブッシュ (1900–1980) - 俳優
- マックス・プランク (1858–1947) - 物理学者
- アルフレッド・ブリンクマン（英語版） (1891–1967) - チェス選手
- ジュディス・マリナ (1926-2015) - 女優
- マライ・メントライン（英語版） (1983-)
- アウグスト・レスキン（英語版） (1840–1916) - 言語学者
- パウル・ローレンツェン(1915–1994) 哲学者、数学者、論理学者

## 姉妹都市
- ブレスト、フランス（1964年）
- コヴェントリー、イギリス（1947年）
- ヴァーサ、フィンランド（1967年）
- グディニャ、ポーランド（1985年）
- タリン、エストニア（1986年）
- シュトラルズント、ドイツ（1987年）
- カリーニングラード、ロシア（1992年）
- ソヴィェツク、ロシア（1992年）
- サムスン、トルコ（2010年）